# Castellar de la Ribera
Castellar de la Ribera ist eine spanische Gemeinde (municipio) der Provinz Lleida im Innern der autonomen Region Katalonien. Castellar de la Ribera hat 144 Einwohner (Stand: 2024). Die Gemeinde besteht neben Castellar de la Ribera aus den Ortschaften Ceuro, Clará und Pampé.

## Lage
Castellar de la Ribera liegt etwa 80 Kilometer ostnordöstlich von Lleida und etwa 80 Kilometer nordwestlich von Barcelona in den Pyrenäen in einer Höhe von ca. 655 m. 

## Bevölkerungsentwicklung
| Jahr        | 1900 | 1950 | 1970 | 1981 | 1991 | 2001 | 2011 | 2021 |
| ----------- | ---- | ---- | ---- | ---- | ---- | ---- | ---- | ---- |
| Einwohner   | 394  | 401  | 180  | 191  | 160  | 152  | 156  | 136  |
| Quelle: INE |      |      |      |      |      |      |      |      |

## Sehenswertes

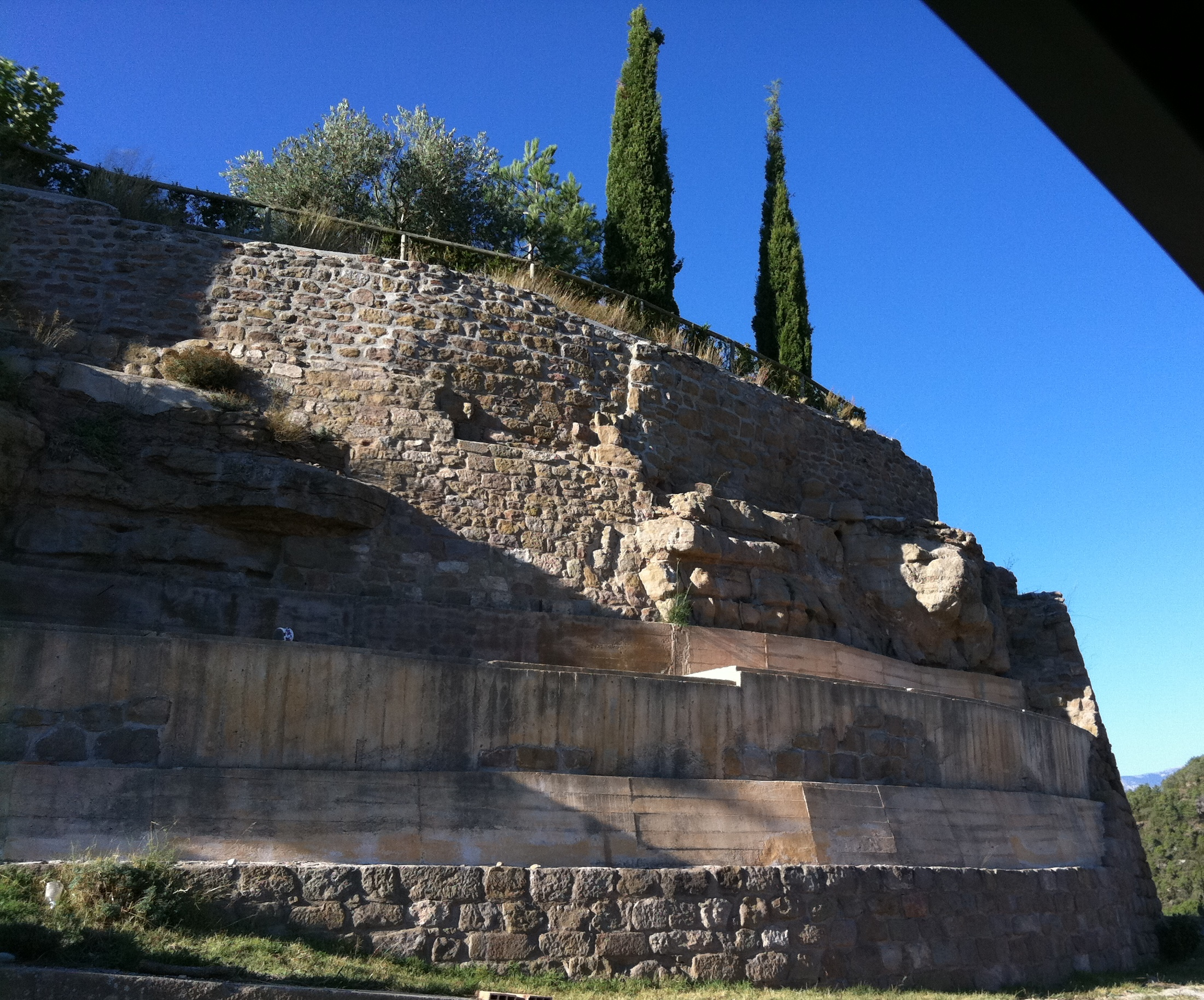
Burgruine von Castellar
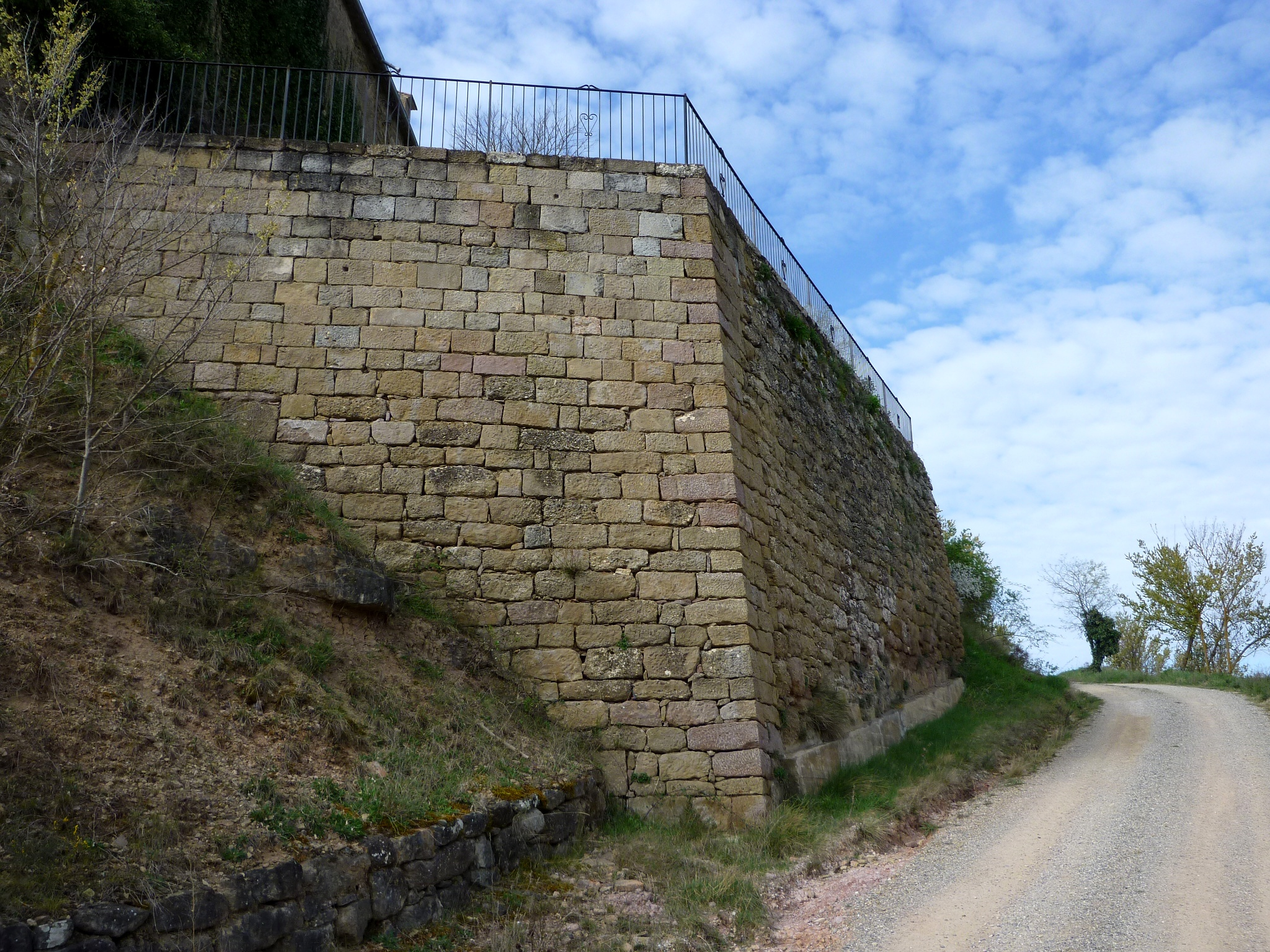
Burgreste von Ceuró
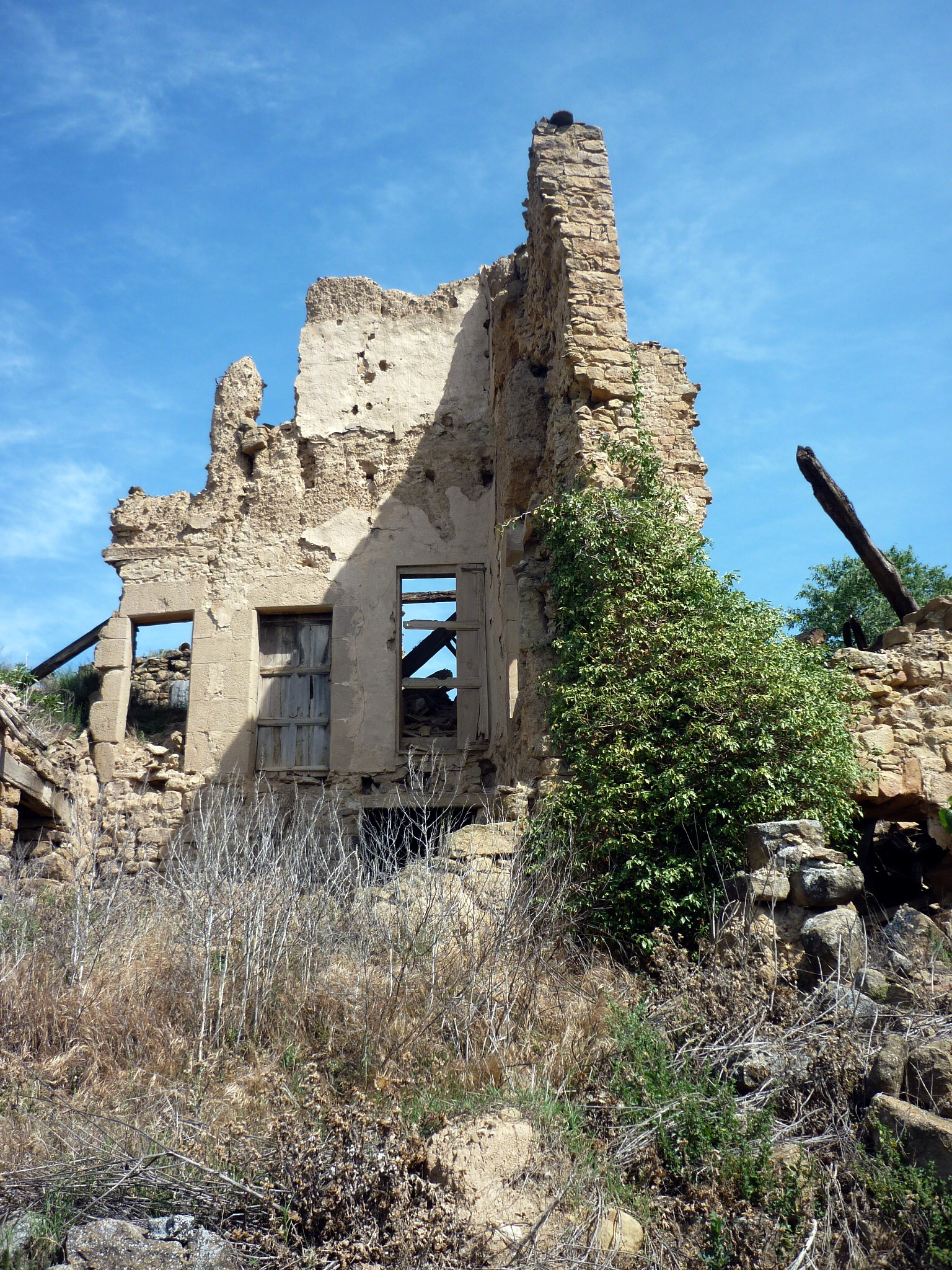
Burgreste von Pampé
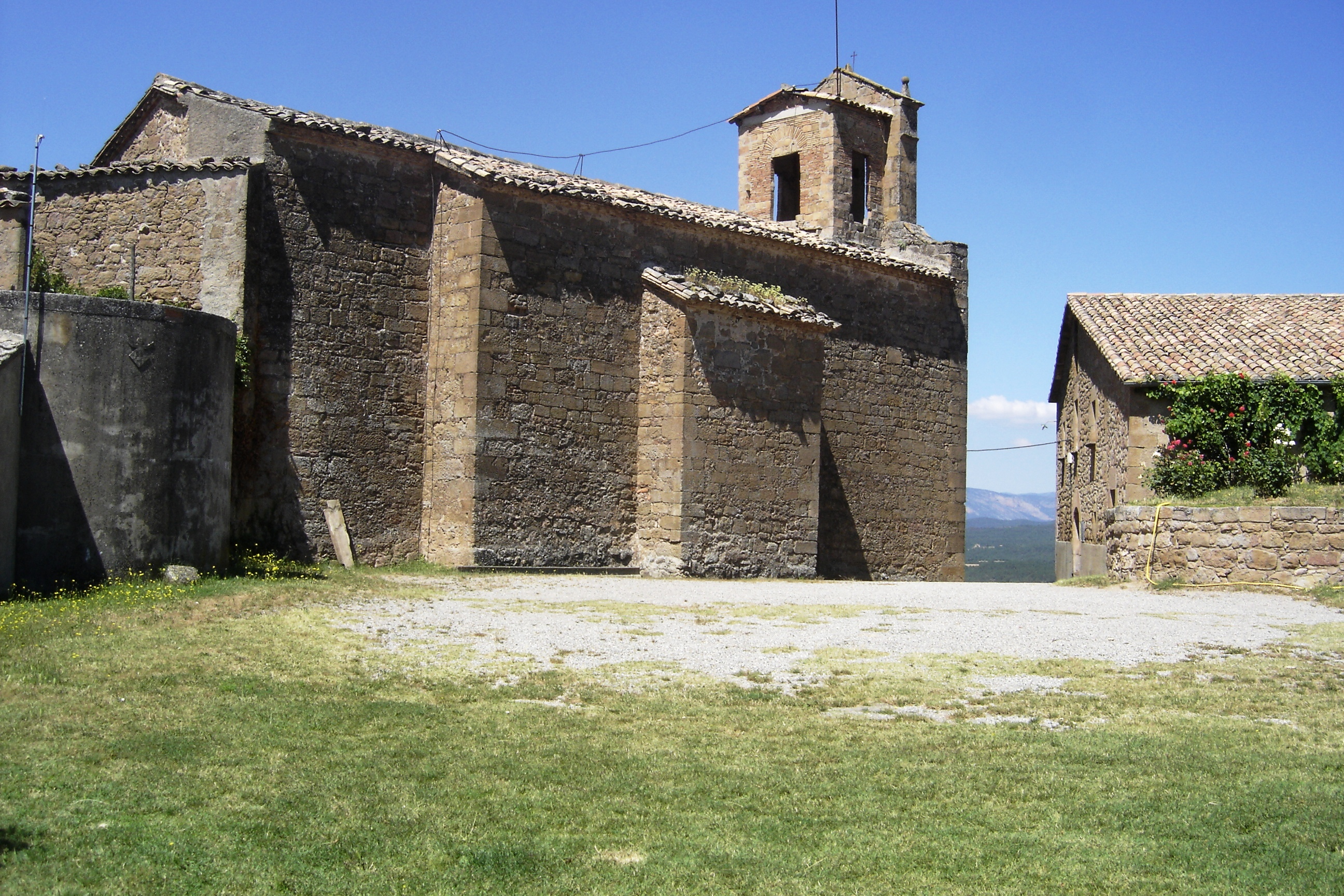
Peterskirche in Castellar de la Ribera
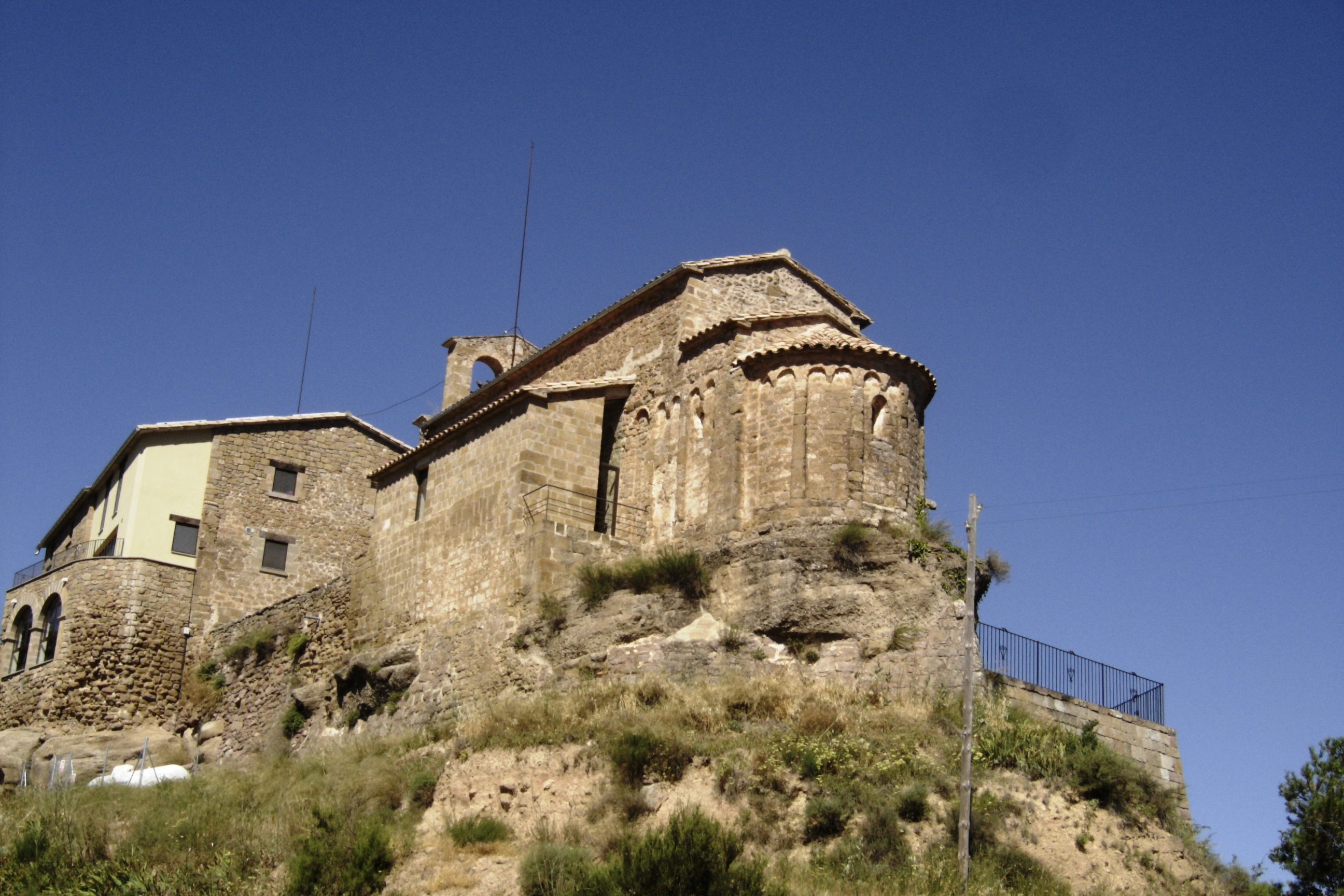
Julianuskirche in Ceuró
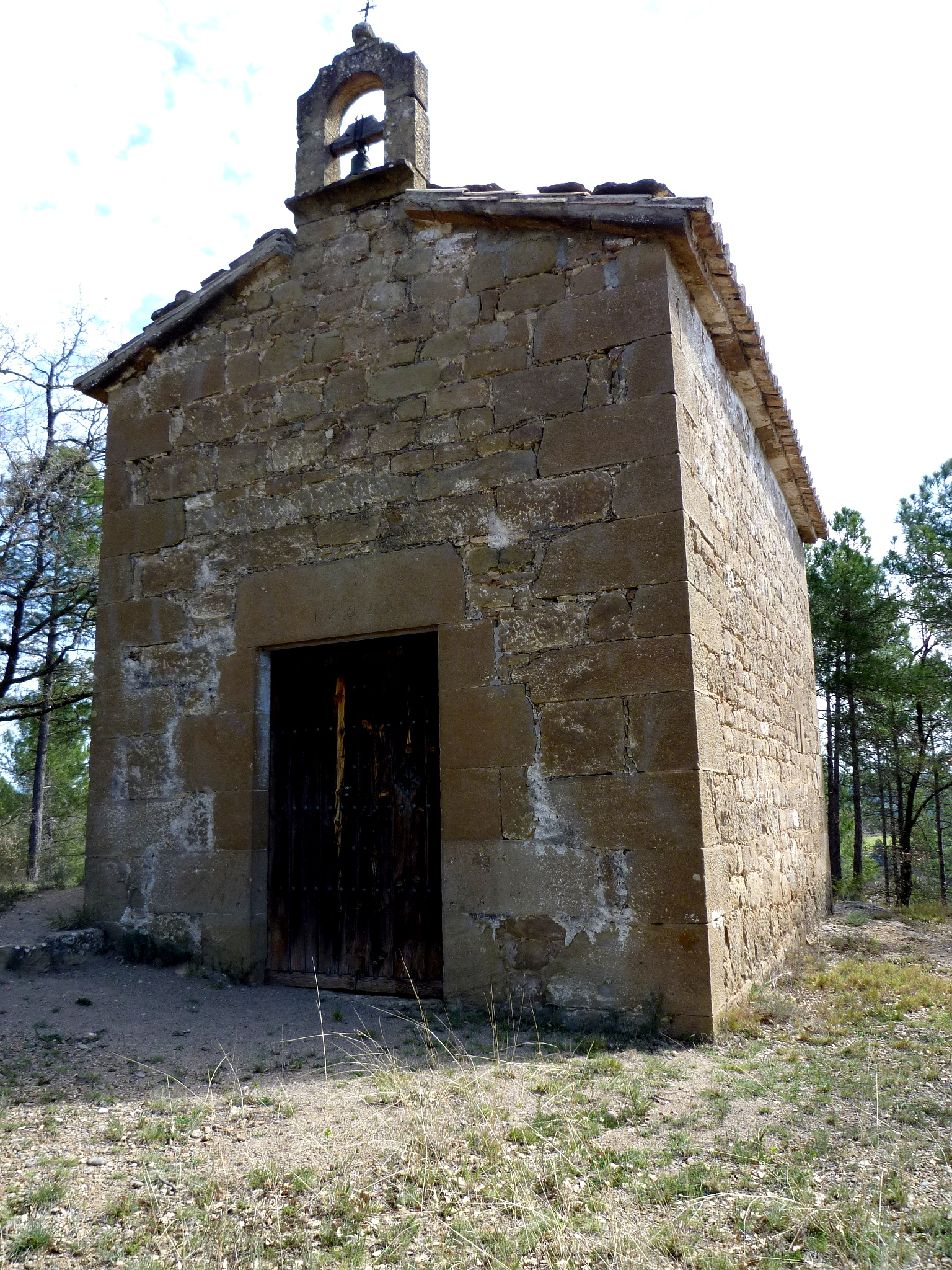
Apostelkapelle
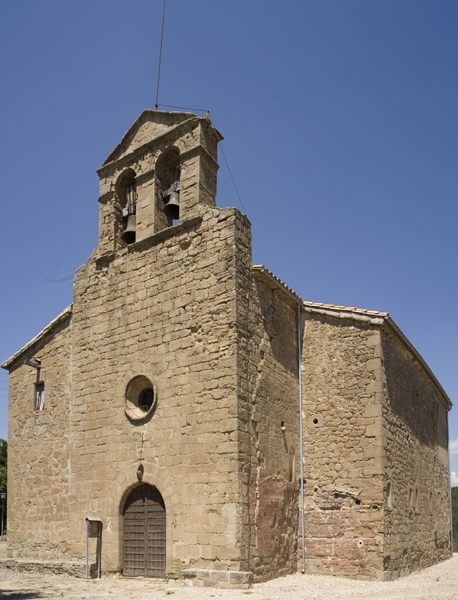
Andreaskapelle in Castellar
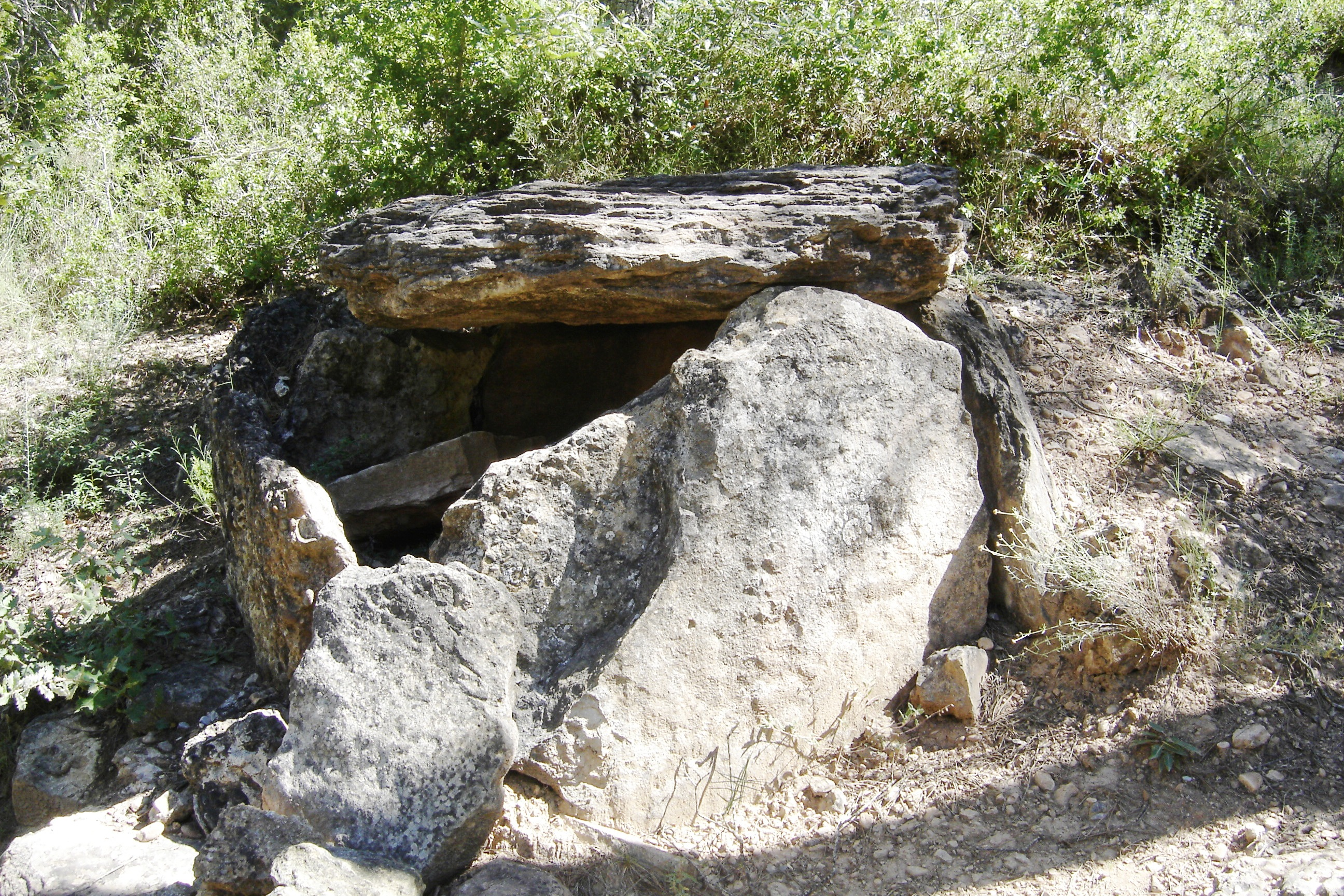
Nekropole von Ceuró

- Burgruine von Castellar
- Burgreste von Ceuró
- Burgreste von Pampé
- Peterskirche
- Julianuskirche
- Apostelkapelle
- Andreaskapelle
- Grab 3 der Nekropole von Ceuró